# Episodi di Le avventure di Rex Rider (seconda stagione)
La seconda stagione della serie televisiva Le avventure di Rex Rider è stata trasmessa in anteprima negli Stati Uniti d'America dalla CBS tra il 1951 e il 1952.
| nº | Titolo originale        | Titolo italiano | Prima TV USA     | Prima TV Italia |
| -- | ----------------------- | --------------- | ---------------- | --------------- |
| 1  | Sealed Justice          |                 | 1951             |                 |
| 2  | Marked Bullets          |                 | 1951             |                 |
| 3  | The Fatal Bullet        |                 | 1951             |                 |
| 4  | Dim Trails              |                 | 1951             |                 |
| 5  | Red Jack                |                 | 1951             |                 |
| 6  | Gunman's Game           |                 | 1951             |                 |
| 7  | Big Medicine Man        |                 | 1951             |                 |
| 8  | The Blind Trail         |                 | 1952             |                 |
| 9  | Rustler's Range         |                 | 1952             |                 |
| 10 | Shotgun Stage           |                 | 1952             |                 |
| 11 | Blind Canyon            |                 | 31 gennaio 1952  |                 |
| 12 | Trail of the Lawless    |                 | 1952             |                 |
| 13 | Fight Town              |                 | 1952             |                 |
| 14 | Secret of the Red Raven |                 | 1952             |                 |
| 15 | Pale Horse              |                 | 1952             |                 |
| 16 | Jimmy the Kid           |                 | 1952             |                 |
| 17 | The Bandit Stallion     |                 | 18 febbraio 1952 |                 |
| 18 | Renegade Ranch          |                 | 1952             |                 |
| 19 | Outlaw Masquerade       |                 | 1952             |                 |
| 20 | Law of the Frontier     |                 | 1952             |                 |
| 21 | Let 'er Buck            |                 | 1952             |                 |
| 22 | Gold Fever              |                 | 1952             |                 |
| 23 | Silver Blade            |                 | 1952             |                 |
| 24 | Romeo Goes West         |                 | 1952             |                 |
| 25 | Peace Pipe              |                 | 1952             |                 |
| 26 | Border Trouble          |                 | 1952             |                 |